# フランツ・リスト
フランツ・リスト（独: Franz Liszt）、もしくはリスト・フェレンツ（ハンガリー語: Liszt Ferenc、1811年10月22日 - 1886年7月31日）は、ハンガリー王国出身で、現在のドイツやオーストリアなどヨーロッパ各地で活動したピアニスト、作曲家。
自身の生誕地（後述）であり、当時属していたハンガリー王国（当時はオーストリア帝国支配下の版図内）を祖国と呼び、ハンガリー人としてのアイデンティティを抱いていたことから、死後も「ハンガリー」の音楽家として認識・記述されることが多い。その一方で生涯ハンガリー語を習得することはなく、両親の血統、母語、音楽家としての活動名義（フランツ・リスト）、最も長い活動地のいずれも「ドイツ」に属し、当時の中東欧に多数存在したドイツ植民の系統でもある。このような複雑な出自や、ハンガリー音楽を正確に把握していたとは言い難い作品歴から、非音楽大国系の民族運動としての国民楽派に含めることは殆どなく、多くはドイツロマン派の中に位置づけられる。
ピアニストとしては演奏活動のみならず、教育活動においてもピアニズムの発展に貢献をした。また、作曲家としては新ドイツ楽派の旗手、および交響詩の創始者として知られる。ハンス・フォン・ビューローをはじめとする多くの弟子を育成した。

## 生涯

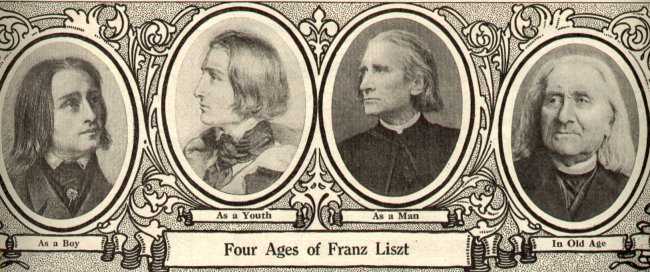
リストの一生（左から少年期・青年期・壮年期・老年期）

### 幼少時代
オーストリア帝国領内ハンガリー王国ショプロン県ドボルヤーン（現在のオーストリア共和国ブルゲンラント州ライディング）において、ハンガリーの貴族エステルハージ家に仕えていたオーストリア系ハンガリー人（ドイツ系）の父アーダム・リストと、オーストリア人（南ドイツ人）の母アンナの間に生まれた。
ドイツ人ヴァイオリン奏者フランツ・リストを叔父に、同じくドイツ人刑法学者フランツ・フォン・リストを従弟に持つのはこのゲルマン系の家系のためである（リスト自身も最終的にはドイツに定住した）。
家庭内においてはドイツ語が使われていたこと、またドイツ語およびドイツ系住民が主流の地域に生まれたため、彼の母語はドイツ語であった。しかし、後にパリに本拠地を移して教育を受けたため、後半生はフランス語のほうを多く使っていた。このほか数ヶ国語に通じながら、ハンガリー人を自認していた彼が生涯ハンガリー語だけは覚えなかったことを不可解とする向きもあるが、時代背景的に生地・血統共に生粋のハンガリー人でさえドイツ語しか話せない者も珍しくなかったという事情から、国民国家の価値観が定着した現代の感覚でこれを疑問視することは適切とは言えない。歌曲は大部分がドイツ語（一部はフランス語）で書かれている。
家名の本来の綴りはドイツ系固有の List で、Liszt はそれをハンガリー語化した綴りである（ハンガリー語では sz の綴りで /s/ を表す）。ハンガリー名はリスト・フェレンツ（Liszt Ferencz; 現代ハンガリー語の表記ではLiszt Ferenc）で、彼自身はこのハンガリー名を家族に宛てた手紙で使っていたことがある。リストのハンガリーのパスポートではファーストネームの綴りがFerenczとなっていたのにも拘らず今日ではFerencと綴られるが、これは1922年のハンガリー語の正書法改革で苗字を除く全ての語中のczがcに変更されたためである。1859年から1867年までの公式の氏名はフランツ・リッター・フォン・リスト (Franz Ritter von Liszt) だったが、これは1859年に皇帝フランツ・ヨーゼフ1世によりリッター（騎士）の位を授けられたためであり、リスト自身は公の場でこのように名乗ったことは一度もなかった。この称号はカロリーネ・ツー・ザイン＝ヴィトゲンシュタインと結婚する際、カロリーネを身分的特権の喪失から守るために必要だったが、カロリーネとの結婚が婚姻無効に至った後、1867年にリストはこの称号を自身よりも年少の叔父のエードゥアルトに譲った。エードゥアルトの息子が法学者のフランツ・フォン・リストである。
父親の手引きにより幼少時から音楽に才能を現し、10歳になる前にすでに公開演奏会を行っていたリストは、1822年にウィーンに移住し、ウィーン音楽院でカール・チェルニーおよびアントニオ・サリエリに師事する。1823年にはパリへ行き、パリ音楽院へ入学しようとしたが、当時の規定により外国人であるという理由で入学を拒否された（こうした規定が存在したのは学生数の非常に多いピアノ科のみであった。他の科においては、外国人であることを理由に入学を拒否された例はない）。そのため、リストはフェルディナンド・パエールとアントン・ライヒャに師事した。ルイジ・ケルビーニとパエールの手助けにより、翌年にはオペラ『ドン・サンシュ』を書き上げて上演したが、わずか4回のみに終わった。
1823年4月13日にウィーンでコンサートを開き、フンメルのピアノ協奏曲第3番やモシュレスのピアノと管弦楽のための変奏曲などを弾いた。その際、コンサートに出席していたベートーヴェンに賞賛され、その様子を描いた石版画なども後世に作られたが、当時の演奏会にベートーヴェンが出席した記録や報道がないことから今日ではこのエピソードは否定されている。
1827年には父アーダムが死去し、わずか15歳にしてピアノ教師として家計を支えた。この時、教え子であったカロリーヌ・ドゥ・サン＝クリック伯爵令嬢と恋愛関係になるが、彼女の父の介入から身分違いを理由に破局となる。生涯に渡るカトリック信仰も深め、思想的にはサン＝シモン主義、後にはフェリシテ・ドゥ・ラムネーの自由主義的カトリシズムへと接近していった。

### ヴィルトゥオーゾ・ピアニスト
1831年にニコロ・パガニーニの演奏を聴いて感銘を受け、自らも超絶技巧を目指した。同時代の人間である、エクトル・ベルリオーズ、フレデリック・ショパン、ロベルト・シューマンらと親交が深く、また音楽的にも大いに影響を受けた。1838年のドナウ川の氾濫のときにチャリティー・コンサートを行い、ブダペストに多額の災害救助金を寄付している。
ピアニストとしては当時のアイドル的存在でもあり、女性ファンの失神が続出したとの逸話も残る。また多くの女性と恋愛関係を結んだ。特に、マリー・ダグー伯爵夫人（後にダニエル・ステルンのペンネームで作家としても活動した）と恋に落ち、1835年にスイスへ逃避行の後、約10年間の同棲生活を送る。2人の間には3人の子供が産まれ、その内の1人が、後に指揮者ハンス・フォン・ビューローの、さらにリヒャルト・ワーグナーの妻になるコジマである。

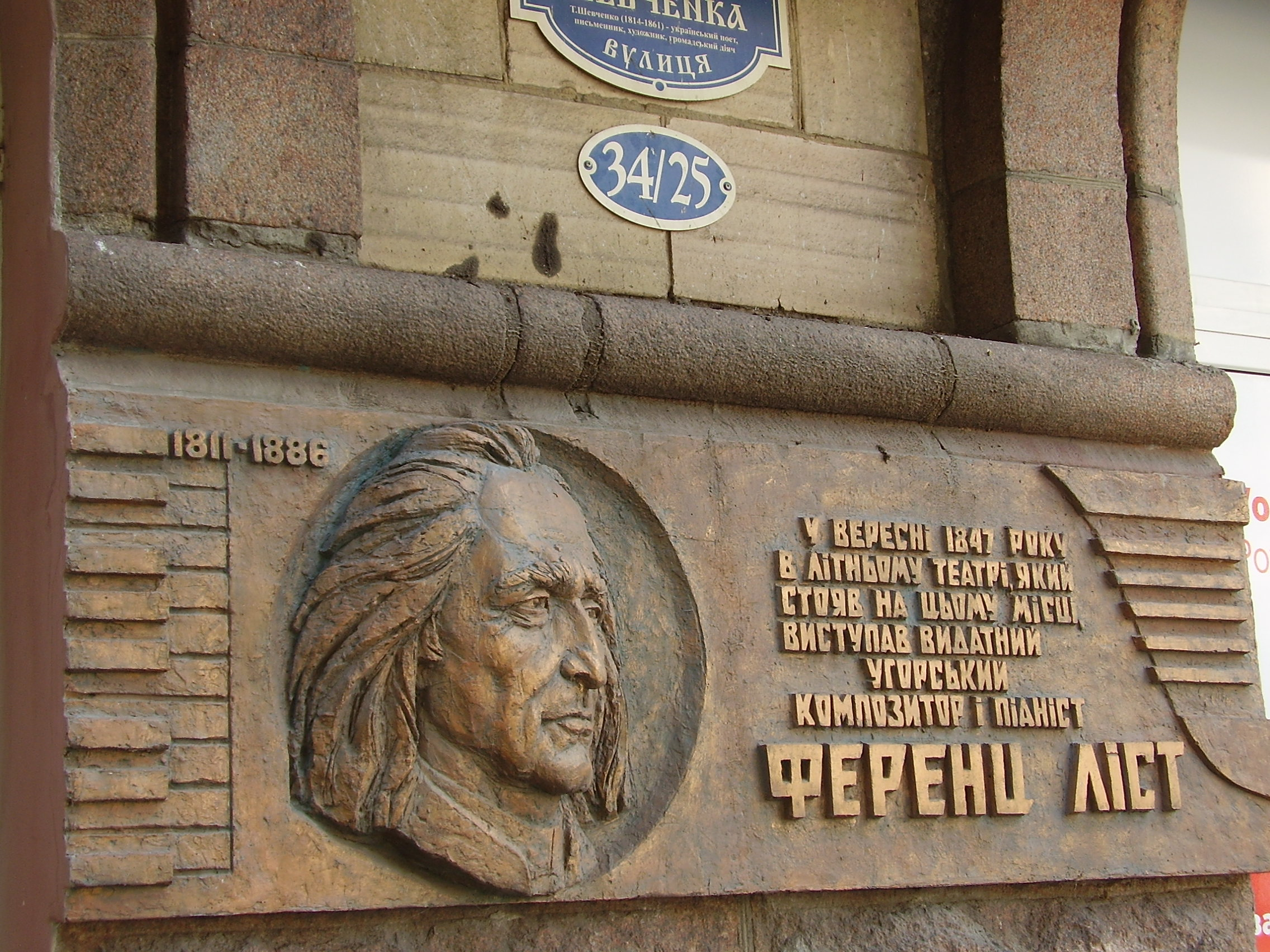
ウクライナ、クロピヴニツキーのリストが演奏した場所にある記念銘板

3児を儲けたものの、1844年にはマリーと別れた。再びピアニストとして活躍したが、1847年に演奏旅行の途次であるキエフで、当地の大地主であったカロリーネ・ツー・ザイン＝ヴィトゲンシュタイン侯爵夫人と恋に落ち、同棲した。彼女とは正式の結婚を望んだが、カトリックでは離婚が禁止されている上に、複雑な財産相続の問題も絡み、認められなかった。

### ヴァイマール時代
以前から、リストとヴァイマール宮廷の間には緩やかな関係があってリストは客演楽長の地位にあったが、1848年からは、常任のヴァイマール宮廷楽長に就任した。カロリーネの助言もあって、リストはヴァイマールで作曲に専念した。以後も機会があればコンサートでピアノを弾くことはそれなりにあったし小さなサロンではよく弾いたが、これを機にリストはヴィルトゥオーゾ・ピアニストとしてのキャリアを終え、指揮活動と作曲に専念するようになった。リストが最も多産で活発な音楽活動を行ったのが、ヴァイマール時代である。
リストはこの地で、多数の自作を含めて、当時の先進的な音楽を多く演奏・初演したが、地方の一小都市に過ぎず、また保守的だったヴァイマールの市民に最後までリストは受け入れられなかった。実際、リストが指揮するコンサートはガラガラだったという。ヴァイマール宮廷のオーケストラの規模は貧弱で、オーケストラの団員はリストの在任中40名を越えたことは1度もなく、1851年の段階ではオーケストラ団員35名、合唱団員29名、バレエ団員7名という少なさで、その給料の低さもひどいものだった。リストはヨアヒムをコンサートマスターとして招聘したり、オーケストラ団員を増員するなど改革に努力したが、保守的だったヨアヒムは結局リストの先進性を受け入れることができずコンサートマスターを辞任するなどトラブルは絶えず、結果は実らなかった。
それにもかかわらず、リストはこの地でワーグナーの歌劇『タンホイザー』のヴァイマール初演 (1849年2月中旬)、歌劇『さまよえるオランダ人』のヴァイマール初演、歌劇『ローエングリン』の世界初演 (1850年8月28日)、シューマンの劇音楽『マンフレッド』の世界初演 (1852年)、歌劇『ゲノヴェーヴァ』(1855年)、ベルリオーズの歌劇『ベンヴェヌート・チェルリーニ』、劇的交響曲『ロメオとジュリエット』、マイアベーアやヴェルディの歌劇など多くの大規模作品を演奏している。
特に『ローエングリン』の世界初演はエポック・メイキング的な演奏会であり、その初演は、『タンホイザー』のヴァイマール初演の時ほどの成功を勝ち取ることはできなかったにしても、これ以降、ヴァイマールは当時の最先端の音楽の中心と目されるようになった。一方でリストはこれ以外にも保守的な歌劇も多く指揮した他、客演指揮者による歌劇の演奏も多く行われたため、ヴァイマールでは歌劇の演奏は非常に活発だった。また、当時の最新の音楽が演奏されたこともあって、新しい音楽に敏感な音楽家がヴァイマール詣でをするようになった、
一方、リストがカロリーネと愛人関係にあることは保守派に攻撃の口実を与える不利な材料として作用した。カロリーネも市民から快く思われておらず、街中で市民から侮蔑の言葉を浴びせられることもあった。離婚問題に絡んだ政治的な策謀もからまって、カロリーネの社交パーティーにも宮廷の官吏は寄り付かないようになっていた。
1858年には、弟子のペーター・コルネリウスによる歌劇『バグダッドの理髪師』で聴衆から激しいブーイングを受ける事件が起こり、これが原因で翌年には音楽長の職を辞すことにした。カール・アレクサンダー大公は友人でもあるリストに翻意するように説得を試みたが、リストの意思は固く復職することはなかった。辞職を翻意しなかった理由は複雑であまり明瞭ではないが、やはり侯爵夫人との結婚問題が大きな要因であったことは否定しがたいようである。

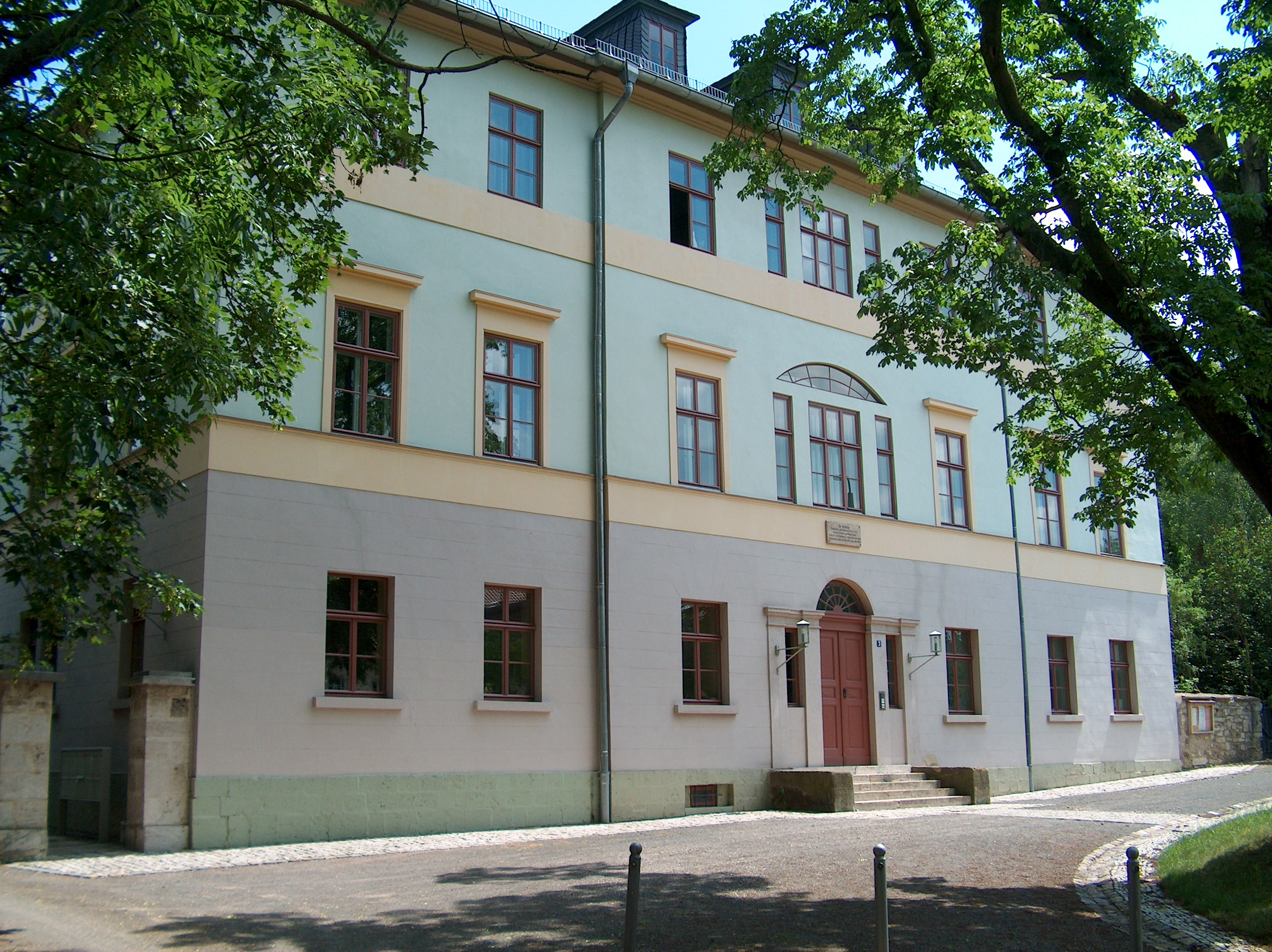
アルテンブルク荘

離婚問題を打開するため、カロリーネは現夫との結婚の無効を求め、同時にリストとの結婚をローマ法王ピウス9世に許可してもらうためローマに1人で出かけていった。それが1860年5月のことである。その後しばらくリストはヴァイマールのアルテンブルク荘で1人で自由な生活を送っていたが、結局カロリーネを追いかけてリストは翌年の8月17日にヴァイマールを後にした。途中、ベルリン、パリを経由し、10月21日にローマに到着、以降はローマに定住するようになった。
リストがローマに行った理由は、資料によって説明がばらついていてはっきりしない。ローマに行ったカロリーネを追いかけて行ったという説明もあれば、1859年にリストがドイツで会ったホーエンローエ (Hohenlohe) 枢機卿がリストの教会音楽改革計画に賛同し、後にリスト宛てにローマから手紙を書いて、リストのローマ定住を希望したからだと書くものもある。

### ローマ定住以後
リストが1861年にはローマに移住した後、1865年に僧籍に入る（ただし下級聖職位で、典礼を司る資格はなく、結婚も自由である）。それ以降『2つの伝説』などのように、キリスト教に題材を求めた作品が増えてくる。さらに1870年代になると、作品からは次第に調性感が希薄になっていき、1877年の『エステ荘の噴水』は20世紀の印象主義音楽に影響を与え、ドビュッシーの『水の反映』に色濃く残っている。同時にラヴェルの『水の戯れ』も刺激を受けて書かれたものであると言われている。『エステ荘の噴水』の作曲時、エステ荘にたくさんある糸杉をみた印象をカロリーネ宛ての手紙に書いている。「この3日というもの、私はずっと糸杉の木々の下で過ごしたのである!それは一種の強迫観念であり、私は他に何も―教会についてすら―考えられなかったのだ。これらの古木の幹は私につきまとい、私はその枝が歌い、泣くのが聞こえ、その変わらぬ葉が重くのしかかっていた!」（カロリーネ宛て手紙1877年9月23日付）。そして、1885年に『無調のバガテル』で無調を宣言したが、シェーンベルクらの十二音技法へとつながってゆく無調とは違い、メシアンの移調の限られた旋法と同様の旋法が用いられた作品である。この作品は長い間存在が知られていなかったが、1956年に発見された。
リストは晩年、虚血性心疾患・慢性気管支炎・鬱病・白内障に苦しめられた。また、弟子のフェリックス・ワインガルトナーはリストを「確実にアルコール依存症」と証言していた。晩年の簡潔な作品には、病気による苦悩の表れとも言うべきものが数多く存在している。
1886年、バイロイト音楽祭でワーグナーの楽劇『トリスタンとイゾルデ』を見た後に慢性気道閉塞と心筋梗塞で亡くなり、娘コジマの希望によりバイロイトの墓地に埋葬された（ただしカロリーネは、バイロイトがルター派の土地であることを理由に強く反対した）。第二次世界大戦前は立派な廟が建てられていたが、空襲によりヴァーンフリート館（ワーグナー邸）の一部などともに崩壊。戦後しばらくは一枚の石板が置かれているのみだったが、1978年に再建された。

## 人物

### ピアニストとしてのリスト
リストは超絶的な技巧を持つ当時最高のピアニストで「ピアノの魔術師」と呼ばれ、どんな曲でも初見で弾きこなした。その技巧と音楽性からピアニストとして活躍した時代には「指が6本あるのではないか」という噂がまともに信じられていた。彼の死後、彼を超えるピアニストは現れないだろうと言われている。
「6本指」は誇張であるが、幼少時から指を伸ばす練習を重ね、指が長く12度の音程も軽々と押さえることができた彼は、10度を超える和音が連続する曲を作曲している（後にそれを8度に改訂している曲もある）。
彼の曲には両手を広げての4オクターブの音が多用された。また速いパッセージでも音数の多い和音を多用した。「ラ・カンパネッラ」に代表されるように両手のオクターブ跳躍、ポジションの素早い移動も多いが、その兆候は処女作の「12の練習曲」作品1の第6曲で既に見られる。
そんな彼でも、ショパンの「12の練習曲 作品10」だけは初見で弾きこなすことができなかったという。その影響で彼はパリから突如姿を消し、数週間後に全曲を弾きこなしショパンを驚嘆させたことから、ショパンが同曲を献呈したという話がある。また高い演奏技術で万人受けしたリストの演奏に、はじめはショパンも「あんな風に弾いてみたい」と好意的であったが、あまりの技術偏重に呆れた後期は否定的だった。しかし、晩年のリストは技術よりむしろ表現力の追求にこだわった傾向が見られた。
当時無名であったエドヴァルド・グリーグが、書き上げた「ピアノ協奏曲イ短調」の評価をリストに依頼したところ、リストは初見で完璧に弾きこなし、彼を褒め称えて激励したと伝えられている。同じような話はガブリエル・フォーレについても伝えられ、彼の「ピアノとオーケストラのためのバラード」を初見で弾き「手が足りない!」と叫んだという。またワーグナーのオペラを初見でピアノ用に編集しながら完璧に弾いたとも言われている。
リストの友人であったフェリックス・メンデルスゾーンの手紙にある話では、メンデルスゾーンが初めて出版された自分のピアノ協奏曲をもってリストの元を訪れたときに、リストはそれを初見で完璧に弾き、メンデルスゾーンは「人生の中で最高の演奏だった」とコメントをしたという。しかし、先のメンデルスゾーンの手紙には続きがあり「彼の最高の演奏は、それで最初で最後だ」とあったという。リストほどの技巧者にとってはどのような曲も簡単だったために、2回目以降の演奏時には譜面にない即興をふんだんに盛り込んでいた。このように、初見や演奏技術に関しては他の追随を許さなかったリストであったが、そのために彼は演奏に関しては即興に重点を置いていた。
リストの演奏を聴いた人々の文献によれば、繊細ながら非常に情熱的で力強い演奏をしていたとされ、演奏中に弦が切れたり、ピアノのハンマーが壊れることが度々あったという。そのため、最初から3台のピアノを用意して演奏をしたこともあった。1台が壊れたら次のピアノに移って演奏、といった形である。また、オーストリアのピアノ製造会社であるベーゼンドルファーはリストの演奏に耐えた事で有名になった。
リストの演奏を聴いてあまりの衝撃に気絶する観客がいた話は有名だが、リスト自身も演奏中に気絶することがあったという。ほかにも、当時天才少女として名を馳せていたクララ・ヴィーク（のちのクララ・シューマン）がリストの演奏を聴いてあまりの衝撃に号泣したというエピソードも見られる。
リストは即興に重点を置いていたため、楽譜はおろか鍵盤すら見ずに、絶えず生み出されるピアノの音に耳を傾けて演奏をしていたと言われている（演奏中のリストの写真や肖像画で鍵盤を見て弾いているものは1枚もない）。
また、リストの弟子たちには非常に演奏技術が高いと評されるピアニストが多いが、その弟子たちの誰もがこぞってリストの演奏を賞賛しており、誰一人貶していない。この事はリストが演奏家としての絶頂期には、今日超難曲と言われている曲々を（おそらくは即興により楽譜以上に音を足して）見事に弾きこなしていたことの間接的な証であると言える。

### 指導者としてのリスト
リストは芸術家が演奏以外で巨額の収入を得ることを好まないとして、無料で指導を行った。一方でリストの指導者のチェルニーは、優秀な生徒であっても高額な謝礼の支払いが出来なければ指導を打ち切ったこともあった（ただし、リストには無料で指導した）。リストは、そんなチェルニーに『超絶技巧練習曲』を献呈している。リストは生徒にリストの真似を強要することなく、むしろ真似ることを嫌い、各生徒の個性重視を好み、探求させた。技術面での指導は最小限にとどめ、馴染みやすい言葉や、ウィットに富んだ表現を使うことがしばしばあった（一例としては、『小人の踊り』であやふやなリズムになったときに「ほら!またサラダを混ぜてしまったよ」）。マスタークラスを考案したリストであるが、いくつかの楽曲をそれで教えることを避けた。
人格者としても知られ、「リストの弟子」を偽って演奏するピアニストを家に招き、自分の前でピアノを演奏させ「これで私が教えたことになる」と言ったという逸話が道徳の教科書などに掲載されたこともある。

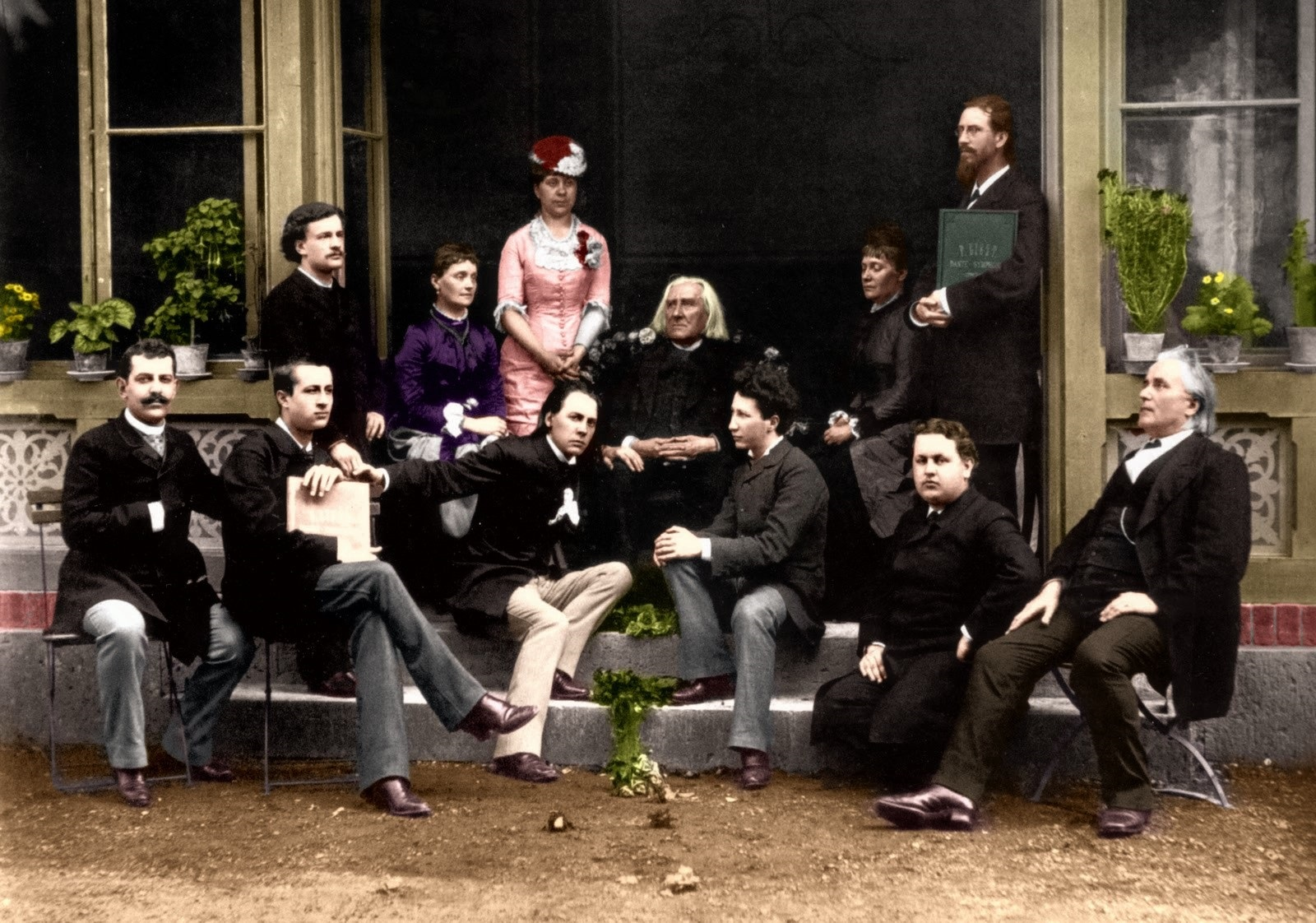
1884年フランツ・リストと生徒たち

### 作曲家としてのリスト
音楽史的には、ベルリオーズが提唱した標題音楽をさらに発展させた交響詩を創始し、ワーグナーらとともに新ドイツ派と呼ばれ、絶対音楽にこだわるブラームスらとは一線を画した。
自身が優れたピアニストであったため、ピアノ曲を中心に作曲活動を行っていた。また編曲が得意な彼は自身のオーケストラ作品の多くをピアノ用に編曲している。膨大な作品群は殆ど全てのジャンルの音楽に精通していると言っていいほど多岐にわたる。彼の作曲人生は大きくピアニスト時代（1830年〜1850年頃）、ヴァイマル時代（1850年頃〜1860年頃）、晩年（1860年頃〜没年）と3つに分けられる。
ピアニスト時代はオペラのパラフレーズなどの編曲作品を始め、ピアノ曲を中心に書いた。このころの作品は現役のピアニストとしての演奏能力を披露する場面が多く含まれ、非常に困難なテクニックを要求する曲が多い。
一方ヴァイマル時代はピアニストとしての第一線を退いたが、作曲家としては最も活躍した時代である。彼の有名な作品の大部分はこの時代に作られている。ピアノ曲もテクニック的にはまだまだ難易度が高い。過去に作った作品を大規模に改訂することも多かった。また、ほとんどの交響曲や交響詩はこの時期に作曲されている。
晩年になると、以前彼がよく作っていた10分以上の長大なピアノ曲は減り、短く無調的になる。この時期の音楽はピアニスト時代、ヴァイマル時代にくらべ、深みのある音楽が増える。特に1880年以降、5分以上の曲はほとんどなく、しかもさらに音楽は深遠になっていく。最終的に彼は1885年に『無調のバガテル』で長年求め続けた無調音楽を完成させた。
またリストは自身のカトリック信仰に基づき、宗教合唱曲の作曲と改革に心血を注いだ。オラトリオ『聖エリーザベトの伝説』『キリスト』を始め『荘厳ミサ曲』『ハンガリー戴冠ミサ曲』などの管弦楽を伴う大曲や『十字架の道』といった晩年の無調的な作品、あるいは多くの小品など、その作風は多岐に渡る。これらの作曲は、当時のカトリック教会音楽の改革運動である「チェチリア運動」とも連動しており、リストの創作活動において大きな比重を占めている。

### 評論家としてのリスト
同時代に評論活動を活発に行ったシューマンほどではないが、リストも音楽誌に多数の評論を寄稿している。たとえばシューマンに「非芸術的」と酷評されたアルカンの「悲愴な様式による3つの思い出 作品15」については、シューマン同様に「細部が粗雑」と評価したものの、作品そのものは高く評価している。このほか、グリーグやメンデルスゾーンなどの作品の評価も積極的に行った。評論と平行して、スメタナを評価して資金援助を行うなど、才能を認めた作曲家に対しての援助を行ってもいた。
ブラームスとワーグナーの2派に分かれていた当時のドイツ音楽界の中で、リストは弟子のビューローと供にワーグナー派につき、ブラームス派についたハンスリックと対立している。

## 帰属にまつわる逸話
父アーダムが自身を生まれ付いてのハンガリー人だと認識していたように、リストもまた同じように自らをハンガリー人だと認識していた。ハンガリー語がほとんど話せないことを後ろめたく思いながらも、11歳までを過ごしたハンガリーを祖国として愛しており、後年はブダペストに音楽院を設立するために尽力した。「ハンガリー狂詩曲」は、ロマによって編曲された演奏を取材し、それをハンガリーの古来の伝統的音楽と位置づけた。ロマへの偏見が根強かった一部の愛国的ハンガリー人 (Magyarmania) には耐え難い混同であり、祖国での彼の評価に暗い影を落とすことになる。
後にハンガリー民謡の収集を行い、その特徴を分析したバルトークは後のリスト音楽院であるブダペシュト王立音楽院で音楽を学んでいる。ピアニストとしてもリストの弟子であるトマーン・イシュトヴァーンから直々に教えを受けており、本人もリストの楽曲で幾つかの録音を残している。作曲家としても影響を受けており、最初期の作品である『ピアノのためのラプソディー 作品1』では、リストの影響を垣間見る事が出来る。その彼はリストの編曲作品について、自著『ハンガリー民謡』(1920年)で「曲の構造を理解していない歪曲がされたハンガリー民謡」だとしてこれを厳しく批判しているが、作曲家としてのリストについては、数々の音楽論集や『リストに関する諸問題』(1936年)の中では、それまでの作曲家になかったほど、宗教的音楽から民謡など多様で異質な種々さまざまの影響を受け入れて自身の作品を作り上げていった点、晩年の諸作品がクロード・ドビュッシーらの作品と驚くほど似通っていることの先進性などを取り上げ、欠点があるとしても、音楽の発展への貢献ということであればリストはワーグナーより重要視されるべきだと、むしろその音楽を擁護する立場をとっている。
今日ではハンガリー音楽の中興に尽くした功労を評価され、同国では名誉あるハンガリーの音楽家として位置付けられている。リストの名を冠した音楽院はブダペストとワイマールの両方に存在する。生地が現在帰属するオーストリアでは、リストがウィーン楽壇と縁が薄かったこともあり、ハンガリー・ドイツ両国に比べると自国の音楽家という意識はやや薄いようである。

## 楽器との関わり
フランツ・リストは、ポルトガルの演奏旅行でボワスロピアノを使い、その後1847年のキエフとオデッサへの演奏旅行でその同じピアノを用いたことが知られている。リストは、ヴァイマルのアルテンブルク邸にボワスロを保持した。彼はグザヴィエ・ボワスロに宛てた1862年の手紙で、この楽器に没頭する自身の様子を「鍵盤は、過去、現在、未来の音楽の戦いを経てほとんど使い古されているが、私は決して取り替えはせずに、お気に入りの仕事仲間として私の最期まで保持しようと決心した」と表現した。この楽器は、今は演奏不可能な状態にある。ヴァイマル古典財団は、現代の楽器製作者のポール・マクナルティに依頼し、2011年にこのボワスロピアノの複製の作成を実現した。現在、復元楽器とリストの楽器は、並べて展示されている。ヴァイマルのリストに縁のあったピアノは、エラールや、アレクサンドルの「ピアノ・オルガン」、ベヒシュタインピアノ、そしてベートーヴェンのブロードウッド・グランドである。

## 主要作品
リストの作品は同じ曲でも第1稿、第2稿……というように改訂稿が存在するものが非常に多い。改訂稿も含めて彼の作品を全て数えると1400曲を優に超える。また紛失した作品や断片、未完成作品もさらに400曲以上あるといわれており、彼がどれくらいの曲を作ったのかを数えるのは不可能に近い。現在はリストの作品の再評価が着実に進んでおり、レスリー・ハワードの『リスト・ピアノ曲全集』（全57巻、CD95枚）はその代表例である。なお、この全集（補遺を除く）での演奏時間は延べ117時間（1377トラック）。
彼の作品につく番号は、イギリスの作曲家ハンフリー・サールが分類した曲目別の目録であるサール番号 (S.) と、リスト博物館館長のペーター・ラーベによる曲目別のラーベ番号 (R.) の2つが用いられているが、現在ではサール番号のほうがよく使われている。

### オペラ
- ドン・サンシュ、または愛の館（英語版） Don Sanche, ou Le château de l'amour 全一幕 (S.1) ［約1時間50分］
- ザルダナパール（英語版） (S.687) - 未完

### 管弦楽曲

#### 交響曲
- 3人の人物描写によるファウスト交響曲 (Eine Faust-Symphonie in drei Charakterbildern) S.108/R.425, 1854年 ［約80分］
- ダンテの神曲による交響曲 (Eine Symphonie zu Dantes Divina Commedia) S.109/R.426, 1855-56年 ［約50分］

#### 交響詩
リストは標題音楽に交響詩というジャンルを確立した。彼は13曲の交響詩を作曲しているが、今日『前奏曲』以外が演奏されることはまれである。
1. 『人、山の上で聞きしこと』(Ce qu'on entend sur la montagne) S.95/R.412, 1848-56年 ［約30分］
『山岳交響曲』(Berg-Symphonie) とも。
2. 『タッソー、悲劇と勝利』(Tasso, lamento e trionfo) S.96/R.413, 1848-54年 ［約21分］
3. 『前奏曲』(Les préludes) S.97/R.414, 1848-53年 ［約15分］
4. 『オルフェウス』(Orpheus) S.98/R.415, 1853-54年 ［約11分］
5. 『プロメテウス』(Prometheus) S.99/R.416, 1850-55年 ［約13分］
6. 『マゼッパ』(Mazeppa) S.100/R.417, 1851-54年 ［約16分］
7. 『祭典の響き』(Festklänge) S.101/R.418, 1853年 ［約20分］
8. 『英雄の嘆き』(Héroïde funèbre) S.102/R.419, 1849-54年 ［約27分］
9. 『ハンガリー』(Hungaria) S.103/R.420, 1854年 ［約23分］
10. 『ハムレット』(Hamlet) S.104/R.421, 1858年 ［約14分］
11. 『フン族の戦い』(Hunnenschlacht) S.105/R.422, 1856–57年 ［約15分］
12. 『理想』(Die Ideale) S.106/R.423, 1857年 ［約27分］
13. 『ゆりかごから墓場まで』(Von der Wiege bis zum Grabe) S.107/R.424, 1881-82年 ［約14分］

#### 管弦楽曲
- レーナウの「ファウスト」による2つのエピソード (S.110/R.427) 1861年完成
- 2つの伝説 (S.113a) 1861-63年?
- 3つの葬送的頌歌 (S.112) 1860-66年
- メフィスト・ワルツ第2番 (S.111) 1880-81年

#### ピアノと管弦楽のための作品
- ベルリオーズの『レリオ』の主題による交響的大幻想曲 (S.120/R.453 H2）1834年：ベルリオーズの「レリオ、あるいは生への復帰」に基づく。
- 呪い (S.121/R.452) 1830年頃
- ベートーヴェンの「アテネの廃墟」のモティーフによる幻想曲 (S.122/R.454 H9) 1849年
- ハンガリー幻想曲 (S.123/458) 1852年頃：ハンガリー狂詩曲第14番 ヘ短調 S.244/14に基づく。
- ピアノ協奏曲第1番変ホ長調 (S.124/R.455) 1849年
- ピアノ協奏曲第2番イ長調 (S.125/R.456) 1839 - 61年
- ピアノ協奏曲第3番変ホ長調 (125a)
- 死の舞踏 (S.126/R.457) 1849 - 59年：怒りの日（ディエス・イレ）の主題に基づく。
- さすらい人幻想曲 (S.366/R.459)：シューベルトのピアノ独奏曲に基づく。
- ハンガリー様式の協奏曲：ゾフィー・メンターの作品をチャイコフスキーが協奏曲として編曲とされているが、メンターの作品ではなくリスト作曲もしくはリストの手を含むメンターの曲とする説も存在することから、リストの作品として演奏されたりCDに書かれている例もある。

### ピアノ曲

#### オリジナル作品
- ピアノソナタ ロ短調 (S.178/R.21)
- 超絶技巧練習曲 (S.139/R.2b)
  - 第4曲「マゼッパ」
  - 第5曲「鬼火」
- パガニーニによる大練習曲 (S.141/R.3b)（編曲の部類に入る）
  - 第3曲「ラ・カンパネッラ」
  - 第6曲「主題と変奏」
- 3つの演奏会用練習曲 (S.144/R.5)
  - 第3曲「ため息」
- 2つの演奏会用練習曲 (S.145/R.6)
- 巡礼の年
  - 巡礼の年 第1年：スイス (S.160/R.10a)
  - 巡礼の年 第2年：イタリア (S.161/R.10b)
  - 巡礼の年 第2年補遺：ヴェネツィアとナポリ（初稿：S.159/R.10d, 改訂稿：S.162/R.10c）
  - 巡礼の年 第3年 (S.163/R.10e)
- バラード第1番変ニ長調 (S.170/R.15)、第2番ロ短調 (S.171/R.16)
- 慰め（コンソレーション） (S.172/R.14)
- 詩的で宗教的な調べ (S.173/R.14)
- 2つの伝説 (S.175/R.17)
- ハンガリー狂詩曲 (S.244/R.106) - 全20曲。第2番が最も有名。
- スペイン狂詩曲 (S.254/R.90)
- 大演奏会用独奏曲 (S.176/R.18)
- スケルツォとマーチ (S.177/R.20)
- バッハの名による幻想曲とフーガ (S.529/R.22)
- バッハのカンタータ『泣き、嘆き、悲しみ、おののき』(Weinen, Klagen, Sorgen, Zagen BWV 12)とロ短調ミサ曲の『十字架につけられ』の通奏低音による変奏曲（バッハの動機による変奏曲） (S.180/R.24)
- 愛の夢、3つの夜想曲 (S.541/R.211)
- 即興曲（夜想曲） (S.191/R.59)
- 4つのメフィスト・ワルツ
- 4つの忘れられたワルツ (S.215)
- 二つのポロネーズ
- 暗い雲 (S.199/R/78)
- 悲しみのゴンドラ (S.200)
- R.W.(リヒャルト・ワーグナー) - ヴェネツィア (S.201)
- 無調のバガテル (S.216a/R.60c)
- 即興円舞曲（S.213, 改訂稿：S.213a、簡易稿s213b）
- 半音階的大ギャロップ (S.219)、その簡易稿 (S.219bis)

#### 編曲
- ベートーヴェン：交響曲（9曲） (S.464/R.128)
- ベルリオーズ：幻想交響曲 (S.470/R.134, 136)
- ベルリオーズ：ヴィオラとピアノによる『イタリアのハロルド』（S.472）- オーケストラ・パートをピアノに編曲したもの。
- J.S.バッハ：前奏曲とフーガ（6曲）BWV543-548（S.462/R.119）
- サン＝サーンス：交響詩『死の舞踏』 (S.555/R.240) - リスト自身の「死の舞踏」とは別の作品である。
- ワーグナー：『さまよえるオランダ人』より「紡ぎ歌」 (S.440/R.273)、『タンホイザー』序曲 (S.442/R.275)、『トリスタンとイゾルデ』より「イゾルデの愛の死」 (S.447/R.280)
- シューベルト：『白鳥の歌』 (S.560/R.245)『冬の旅』 (S.561/R.246)『魔王』『アヴェ・マリア』『糸をつむぐグレートヒェン』 (S.558/R.243)など多数の歌曲
- シューマン：歌曲集『ミルテの花』から『献呈』(S.566/R.253)
- 「ドン・ジョヴァンニ」の回想 (S.418/R.228) （原曲：モーツァルト）
- リゴレット・パラフレーズ (S.434/R.267) （原曲：ヴェルディ）
- 「ノルマ」の回想 (S.394/R.133) （原曲：ベッリーニ）
- オペラ『ファウスト』より ワルツ (S.407/R.166) （原曲：グノー）
- オペラ『預言者』による挿絵 S414/R223〈祈り、勝利の賛歌、戴冠式行進曲/スケートをする人びと/羊飼の合唱、軍隊の召集〉（原曲：マイアベーア）
- オペラ『悪魔のロベール』のカヴァティーナ S412a（原曲：マイアベーア）
- オペラ『悪魔のロベール』の回想 S413/R222（原曲：マイアベーア）
- 『ユグノー教徒』の回想（オペラ『ユグノー教徒』の主題による劇的大幻想曲）S412／R221（原曲：マイアベーア）
- オペラ『アフリカの女』の挿絵 S415/R224〈船乗りの祈り/インド風行進曲〉（原曲：マイアベーア）
- 『夏の夜の夢』より 結婚行進曲と妖精の踊り (S.410/R.219) （原曲：メンデルスゾーン）

「ラ・カンパネッラ」で有名な『パガニーニによる大練習曲』はパガニーニの原曲によりながらも独創性の強い作品とされ、サール番号での分類をはじめ、通常は編曲とは看做されずオリジナル作品に分類される。ただしその前身である『パガニーニの「鐘」によるブラヴーラ風大幻想曲』 (S.420) は編曲作品とみなされる。

### オルガン曲
- コラール「アド・ノス、アド・サルタレム・ウンダム」による幻想曲とフーガ〈Fantasy and Fugue on the chorale "Ad nos, ad salutarem undam"〉（S.259/R.380）- マイアベーアのオペラ『預言者』に基づく
- バッハの名による幻想曲とフーガ (S.260/R.381)
- バッハのカンタータ『泣き、嘆き、悲しみ、おののき』とロ短調ミサ曲の『十字架につけられ』の通奏低音による変奏曲 (S.673/R.382)
- オルガン・ミサ (S.264/R.384)
- レクイエム (S.266/R.385)

### 宗教音楽
- オラトリオ「聖スタニスラウスの伝説」 (S.688) - 未完成
- オラトリオ「聖エリーザベトの伝説」 (S.2/R.477) 1862年 ［約1時間40分］
- オラトリオ「キリスト」 (S.3/R.478) 1867年 ［約2時間50分］
- 荘厳ミサ曲 (S.9) 1855年［約55分］
- 戴冠式のミサ曲 (S.11) 1867年［約45分］
- レクイエム (S.12) 1868年
- 詩篇第13篇 (S.13) 1855年 [約25分]

### 歌曲
- おお、愛して下さい、愛しうる限り長く (ピアノ曲『愛の夢』の原曲）(S.298) - 原詩『O lieb, so lang du lieben kannst』
- ペトラルカの3つのソネット (S.270)
- ローレライ (S.273)
- 三人のジプシー（三人のツィゴイナー/Die Drei Zigeuner）

### 未完成作品
- メフィスト・ワルツ第4番 (S.696) - 不明者が完成
- モーツァルトの「フィガロの結婚」と「ドン・ジョヴァンニ」の主題による幻想曲 (S.697) - フェルッチョ・ブゾーニの改訂で普及、レスリー・ハワードによる補筆完成版あり
- ドーリア音階によるメロディ (S.701d) - 死の舞踏 (S.126) のスケッチ

### 偽作作品
- ベネディクトゥス (S.706) - 偽作?
- リナルド (S.708)

### 消失作品
- 交響的大幻想曲 (S.716)
- 葬送行進曲 (S.745)
- アンダンテ・マエストーソ (S.746)
- ポコ・アダージョ (S.747)
- ロッシーニのオペラ「ノネットとモーゼ」の主題による幻想曲 (S.751) - 紛失したが、恐らく未完のまま放棄?
- オルガン交響詩 (S.758)

## 親族
- コジマ・ワーグナー - 娘
- ハンス・フォン・ビューロー - 義子（コジマの1番目の夫）
- リヒャルト・ワーグナー - 義子（コジマの2番目の夫）
- ジークフリート・ワーグナー - 孫（リヒャルトとコジマの息子）
- フランツ・フォン・リスト - 従弟（刑法学者）

## 著作
- 『F・ショパン』 (F. Chopin, 1851) 
友人ショパンの没後、2年後にパリで出版した。作品や生涯について、故郷・ポーランドの風俗や国民性を参照しながら綴っている。
日本語版は以下
  - 『ショパンの芸術と生涯』（蕗沢忠枝訳、モダン日本社、1942年 NCID BA43539966 NDLJP:1125260）
  - 『ショパン : その生涯と芸術』（亀山健吉・速水冽訳、宇野書店、1949年 NCID BA32869109）
  - 『フレデリック・ショパン : その情熱と悲哀』（八隅裕樹訳、彩流社、2021年 ISBN 9784779127656）

### 回想・証言
近年刊の日本語訳のみ
- ヴィルヘルム・フォン・レンツ『パリのヴィルトゥオーゾたち : ショパンとリストの時代』(Die grossen Pianoforte-virtuosen unserer Zeit aus persönlicher Bekanntschaft Liszt, Chopin, Tausig, Henselt)
中野真帆子訳、ハンナ、2004年、改訂版2016年。知人の見聞記 ISBN 978-4-907121-55-6
- マリー・ダグー『巡礼の年 : リストと旅した伯爵夫人の日記』(Mémoires, souvenirs et journaux de la comtesse d'Agoult)
近藤朱蔵訳、青山ライフ出版、2018年。回想の抜粋版 ISBN 978-4434245282
- アウグスト・ゲレリヒ（英語版）『師としてのリスト : 弟子ゲレリヒが伝える素顔のマスタークラス』(Klavierunterricht von 1884-1886, dargestellt an den Tagebuchaufzeichnungen von August Göllerich)
ヴィルヘルム・イェルガー（ドイツ語版）[注釈 8]編、内藤晃監修・訳、阿部貴史訳、音楽之友社、2021年 ISBN 9784276200425

## 記念
- ブダペシュトのフェリヘジ空港は2011年に、リストの生誕200年記念として、リスト・フェレンツ国際空港に改名した[35]。
- 1988年9月16日、E. W. エルストにより発見された小惑星(3910) Lisztは彼の名前にちなんで命名された[36]。
- プログラミング言語LISPの系統の1つであるFranz Lisp（開発終了）もまた、彼の名前にちなんで命名された。この言語のコンパイラも彼の名前にちなんで、Lisztと呼ばれる。この言語のサポートを当初の目的として設立された企業にフランツがある。